# Broekmolen (Broeksterwoude)
De Broekmolen (Fries: Broekmûne) is een poldermolen even ten westen van het Friese dorp Broeksterwoude, dat in de Nederlandse gemeente Dantumadeel ligt.

## Beschrijving
De Broekmolen, een grondzeiler, werd gebouwd in 1876 voor de bemaling van de Broekpolder. In 1911 werd de molen voorzien van zelfzwichting en in 1937 van Dekker-stroomlijning. De Broekmolen kreeg in 1961 een nieuwe vijzel, die werd aangedreven door een motor. Enkele jaren later werd de molen buiten bedrijf gesteld en kon hij alleen nog malen in circuit. De Broekmolen, die in 1975 werd gerestaureerd, is sinds 1977 eigendom van de Stichting De Fryske Mole. Hij is op afspraak te bezichtigen.
In 2008 werd de molen vanwege de slechte staat van de roeden stilgezet. Deze zijn in 2009 vervangen, waarna de molen weer maalvaardig is (in circuit).